# Tony Maggs
Anthony Francis O'Connell "Tony" Maggs (Pretoria, Zuid-Afrika, 9 februari 1937 – 2 juni 2009) was de eerste Formule 1-coureur uit Zuid-Afrika. Tussen 1961 en 1965 nam hij deel aan 27 Grands Prix voor de teams Lotus, Cooper, Scuderia Centro Sud en Reg Parnell en scoorde hierin 3 podia en 26 punten.